# Västkustens hjältar
Västkustens hjältar är en svensk dramafilm från 1940 i regi av Lau Lauritzen och Alice O'Fredericks. I huvudrollerna ses Fritiof Billquist och Birgit Tengroth.

## Handling
Torsten och Sven är förälskade i Inger, som föredrar Sven. På grund av svartsjukan förstör Torsten radioanläggningen ombord på fiskebåten som Sven ska ut med följande morgon. Under fisketuren blåser det upp, men eftersom radion inte fungerar får besättningen inte veta om den hotande faran. I hamn återvänder alla båtar utom den Sven är ombord på utan att man förstår varför. Torsten får då dåligt samvete och erkänner att han har förstört radion. Alla förenas då för att försöka rädda de nödställda. 

## Om filmen
Filmen premiärvisades den 12 augusti 1940 på biograf Skandia vid Drottninggatan i Stockholm.  Inspelningen av filmen skedde med ateljéfilmning vid Nordisk Films ateljéer i Valby Köpenhamn och exteriörer från den svenska västkusten av Karl Andersson. Filmen är en nyinspelning av den danska filmen Blaavand melder Storm från 1938.
Västkustens hjältar har visats i SVT, bland annat i februari 2018 och i november 2020.

## Rollista
- Fritiof Billquist – Karl Olsson, skeppare på Valen
- Göran Bernhard – Karl Olsson som barn
- Mona Mårtenson – Anna Olsson, Karls mor
- Ingegerd Resén – Johanna, Karls hustru
- Martin Ericsson – Mattias Olsson, Karls bror
- Wiktor "Kulörten" Andersson – Olle Klasson, skeppare
- Birgit Tengroth – Inger Mattson, Johannas syster
- Carl Barcklind – Lars Larsson, skeppare på Carita
- Greta Almroth – Karin Larsson, Lars hustru
- Arne Nyberg – Torsten, Larssons son
- Nils Kihlberg – Sven, Torstens bror
- Yngve Nordwall – Erik Gunnarsson, besättningsman
- Joel Carlsson – Oskar Lundberg, skeppspojke
- Tom Walter – Torvald Bergström, besättningsman
- Lisa Wirström – barnmorska
- Sven Bertil Norberg – radiotelegrafist/hallåman

## Musik i filmen
- "Ständchen", kompositör: Franz Schubert, text William Shakespeare
- "Havets melodi", kompositör och text: Lasse Dahlqvist